# Xefo Guasch
Xefo Guasch (Barcelona, 27 d'agost de 1949 - Camarles, Baix Ebre, 1r de gener de 2024) fou un galerista català i arquitecte de formació.
Guasch fou director de la Sala Biquini entre 1985 i 1990. Amb la seva parella Curra Martín, pintora i ceramista, dirigien i eren els propietaris de la Chez Xefo Art Gallery, una galeria d'art situada al Poblenou de Barcelona.
Morí a Camarles juntament amb la seva parella a causa d'una intoxicació per inhalació de monòxid de carboni provocada per una mala combustió d'una calefacció de gas butà.